# 西野亜弥
西野 亜弥（にしの あや、1991年3月12日 - ）は、日本のタレント、歌手、女優。愛称は「あーや」。東京都出身。身長156cm、B84・W58・H86。血液型はAB型。

## 人物
- 趣味はアニメとディズニー作品を見ること[2]。特技は歌と鳥のさえずり[2]、スキューバダイビング[3]。
- アニメが好きすぎて、SHOWROOMやミクチャ、LINE LIVEなどの配信では好きなアニメについて早口で長々と語りだすことも多い（暴走モードと言われる）
- 声量が高く、配信中にマイクの調子が悪くなることがある。
- 得意なモノマネは、ニャース（ポケットモンスター）[4][5]。
- 好きなアーティストは、マイケル・ジャクソン。
- 2016年秋にサンスポアイドルリポーター（以下SIR）6期候補生に選ばれ、2017年に6期生としてデビュー。イメージカラーはオーシャングリーン。キャッチコピーは「山より高く、海より深し 「狐」高のラブロマンティスト」。6期候補生時代は「天真爛漫おしゃべりモンスター」[6]。
- 2020年2月より柳瀬悠希（現・楠悠）の後任として3代目SIRリーダーに就任。
- 2021年3月13日に開催されたSIR主催の自身のバースデーライブで5月の卒業が予告され[7][8]、5月23日に赤羽ReNY alphaにて卒業ライブを行った[9][10]。リーダーの後任は同期の利根さやな。
- SIR卒業後は主に舞台俳優として活動する。2022年には初めての単独ライブを開催、オリジナル楽曲「Winter Alone」をオンライン配信でリリースした[11]。
- 2022年3月27日、Faniconに西野亜弥公式ファンクラブ「AYACOM」を開設した[12]。
- ミニトランポリンで前宙ができる
- 2025年2月28日、ジャスティスジャパンエンターテイメント退所をXにて報告[13]。

## 出演

### テレビ
- EX「遺産争族」看護師 役
- 「開店!SIRのパチスキ!」（2016年11月 - 2021年3月、TOKYO MX）
- 「チアアップ★インディーズK」（2023年5月4日[14]、千葉テレビ放送）

### ラジオ
- 「ドリームヴォイスコミュニティラジオステーション」（2022年3月5日、12日、調布エフエム放送）
- 「らじどる」[15]（2023年7月9日～毎月第2日曜日、狛江ラジオ放送）
- 「おつコンD」（2024年4月28日～毎月第4日曜日、狛江ラジオ放送）

### インターネット放送
- 「ペーパーアイドル」（2016年11月 - 2020年3月、文化放送超!A&G+）
- SIRパチンコ放送局「新装開店!SIRの生パチ!」（2016年11月 - 2021年5月22日、ニコニコ生放送公式チャンネル）
- 「SIRのパッチPACHIヘッドライン」（2020年5月 - 2020年9月、YouTube）
- 「スロパチアイドルSIR（さぁ）実践！」（2020年10月 - 2021年5月、YouTube）
- じゃすてぃすちゃんねる（2022年4月 - 、YouTube）[16] - 香川藍子との共同パーソナリティ
- マンション久保田のパチンコ盛り上げ隊（2023年4月10日 - 、YouTube） - ゲスト[17]

### 舞台
- 「殿といっしょ」竹千代役
- 「ドラゴンスカイ」歌姫役
- 「リングのマクベス」
- 朗読劇「銀河鉄道の夜～私たちは、夜空に瞬く夏のトライアングル～」
- 歌と朗読劇「マジカルペンシル・マジビジョ！」～ハロウィーン～

- 悪ノ娘（2019年4月6日 - 14日） - ネイ役
- 少年陰陽師現代編・遠の眠りのみな目覚め（2020年2月2日 - 3月1日） - 太陰役
- Les Miserable～惨めなる人々（2020年8月25日 - 8月30日） - ガブローシュ役（岡田彩とのダブルキャスト）
- ブラック西遊記 ～ステッピン・イントゥ・ユア・ダークサイド～（2020年10月28日 - 11月3日） - 青龍役
- サイキック甲子園（2021年7月6日 - 7月11日） - 赤尾明美役
- WORLD of the CHARACTERS 第4話 始まりの魔女と終わりの時（2021年8月5日 - 8日） -  雷斗役
- 絶対青春合唱コメディ『SING!!!』～空の青と海の青と僕らの学校～（2021年9月29日 - 10月3日） - 竹岡修子役
- 超青春合唱コメディ『SING!』（2021年11月19日 - 21日） - 椿原カレン役
- 絶対青春合唱コメディ『SING!!!』～空の青と海の青と僕らの学校～（2022年1月14日 - 15日） - 竹岡修子役
- 君の横はあったかい（2022年5月11日 - 15日）- 泉音波役
- アリスインプロジェクト「ダンスライン[18]」（2022年6月29日 - 7月3日、新宿村LIVE） - 宮路千鶴 役
- テノヒラサイズの人生大車輪（2022年10月20日 - 23日、シアターKASSAI） - 占い師 役
- 朗読劇「昭和の恋人たち」（2022年12月26日 - 29日、南青山MANDALA） - 母 役
- Heartless/死人に心無し（2023年3月22日 - 26日、シアター・アルファ東京） - リーナ・ヴァレンタイン 役
- 歌劇「榊美麗のためなら僕は･･･ッ!!」（2023年5月24日 - 28日、築地本願寺ブディストホール） - 一ノ瀬野乃 役
- タイムトラベルアイドル 時空少女ピピ 〜甦れ！フレア！〜（2023年8月9日 - 8月13日、築地本願寺ブディストホール） - ラン 役（植木ゆずとのダブルキャスト）
- ホテル・サンライズ（2023年10月7日 - 9日、池袋シアターグリーンBASE THEATER） - 西畑 役
- 有頂天少女（2023年11月22日 - 26日、高島平バルスタジオ） - 谷山 役
- 結婚クリスマス2023（2023年12月21日 - 24日、築地ブディストホール） - 藍川未希 役
- STAR CARNIVAL〜星祭〜（2024年1月31日 - 2月4日、せんがわ劇場） - メイサ 役
- 死してなお、お母さんの・・・（2024年3月8日、上野ストアハウス）※日替わりゲスト
- ミュージカル88（2024年4月3 - 7日、新宿シアターブラッツ） - チッくんママ 役
- 劇団オモテナシ（2024年9月6日 - 9日、DDD AOYAMA CROSS THEATER）[19]
- カフェ・ロブスタ〜マンデリンの記憶〜（2024年12月4日 - 8日、上野ストアハウス） - 天道陽菜 役[20]

### ライブ
- スカーフェイス×西野亜弥生バンドライブ（2022年1月3日、荻窪タイムマシン）[21][22][23]
- ニシノフェスタ2022（2022年3月26日、渋谷LOFT HEAVEN）[24]
- ARIM FES 2023（2023年2月4日、新宿MARZ）[25][26]
- アニ祭スピンオフ（2023年6月24日、NEPO吉祥寺）[27]
- 「太閤ひょうたん祭り」ゲスト歌唱（2023年8月3日、箱根宮ノ下温泉）
- アニ祭（2023年9月1日、渋谷PLEASURE PLEASURE）[28]

### ゲーム
- WAR of Zodiac - イズミ

### CM
- 代々木ゼミナール「ミュージカル編」
- 日野自動車「デュトロ」ヒノノニトン
- トヨタ自動車「TOYOTOWN」
- スクールIE「届けこの想い」

## 作品

### 楽曲
- Winter Alone（2022年2月10日 デジタルリリース）[29]
- YOU（2022年3月26日初披露 未配信）[30]
- 美しき世界 （2022年9月5日初披露 未配信）[31]
- 女狐 （2023年4月26日初披露 未配信）[32]
- FIRE（2023年6月24日 サポカによるリリース）[33]

## その他
- ミクチャイベント
  - 「ウーユリーフの処方箋」広告アンバサダーコンテスト（2020年8月4日 - 8月21日） - 1位
  - 「WAR of Zodiac」キャラクター声優コンテスト 一般枠（2021年1月22日 - 1月31日） - 1位